# Víu
Víu (Viu en aragonés mediorribagorzano) es una localidad española perteneciente al municipio de Foradada del Toscar, en la Ribagorza, provincia de Huesca, Aragón. Se halla en las estribaciones de Cotiella.

## Patrimonio
- Iglesia parroquial de San Victorián, del siglo XVI.[2][3]
- Casa Jorge, una casa fortificada con torreón.[2]